# Sumberkerto
Sumberkerto is een bestuurslaag in het regentschap Malang van de provincie Oost-Java, Indonesië. Sumberkerto telt 3730 inwoners (volkstelling 2010).